# Jabal Ghura
Jabal Ghura är ett berg i Förenade Arabemiraten.   Det ligger i emiratet Fujairah, i den nordöstra delen av landet, 200 kilometer öster om huvudstaden Abu Dhabi. Toppen på Jabal Ghura är 710 meter över havet, eller 97 meter över den omgivande terrängen. Bredden vid basen är 1,4 km.
Terrängen runt Jabal Ghura är huvudsakligen kuperad. Närmaste större samhälle är Fujairah, 17,0 kilometer sydost om Jabal Ghura.
Trakten runt Jabal Ghura är ofruktbar med lite eller ingen växtlighet.  Trakten runt Jabal Ghura är ganska tätbefolkad, med 52 invånare per kvadratkilometer.